# Francesco Saverio Azzariti
Francesco Saverio Azzariti (Napoli, 13 maggio 1870 – Napoli, 1º maggio 1941) è stato un politico italiano.

## Biografia
Fratello di Gaetano Azzariti, fu senatore del Regno d'Italia e alto magistrato italiano (Primo Presidente onorario della Corte di cassazione del Regno).